# Within the Realm of a Dying Sun
Within the Realm of a Dying Sun é o terceiro álbum de estúdio da banda Dead Can Dance, lançado em julho de 1987.
A capa do álbum é uma fotografia do túmulo do político Raspail, tirada em Paris no Cemitério do Père-Lachaise.

## Faixas
1. "Anywhere Out of the World" – 5:08
2. "Windfall" – 3:30
3. "In the Wake of Adversity" – 4:14
4. "Xavier" – 6:16
5. "Dawn of the Iconoclast" – 2:06
6. "Cantara" – 5:58
7. "Summoning of the Muse" – 4:55
8. "Persephone (the Gathering of Flowers)" – 6:36